# Cabarroguis
Cabarroguis is een gemeente in de Filipijnse provincie Quirino in het noordoosten van het eiland Luzon. Bij de laatste census in 2007 had de gemeente ruim 28 duizend inwoners.

## Geschiedenis
Cabarroguis werd op 21 juni 1969 een gemeente toen het zich afsplitste van de gemeenten Aglipay, Diffun en Saguday. De initiator van de wet die dit regelde was de politicus Leon Cabarroguis. De gemeente is naar hem genoemd.

## Geografie

### Bestuurlijke indeling
Cabarroguis is onderverdeeld in de volgende 25 barangays:
| - Banuar - Burgos - Calaocan - Del Pilar - Dibibi - Dingasan - Eden - Gomez - Gundaway | - Mangandingay - San Marcos - Santo Domingo - Tucod - Villamor - Villarose - Villa Peña - Zamora |

## Demografie
Cabarroguis had bij de census van 2007 een inwoneraantal van 28.024 mensen. Dit zijn 2.192 mensen (8,5%) meer dan bij de vorige census van 2000. De gemiddelde jaarlijkse groei komt daarmee uit op 1,13%, hetgeen lager is dan het landelijk jaarlijks gemiddelde over deze periode (2,04%). Vergeleken met de census van 1995 is het aantal mensen met 5.212 (22,8%) toegenomen.

De bevolkingsdichtheid van Cabarroguis was ten tijde van de laatste census, met 28.024 inwoners op 260,2 km², 107,7 mensen per km².